# 장민호 드라마 최종회
《장민호 드라마 최종회》는 가수 장민호의 생애 첫 단독콘서트 투어 '드라마'의 공연 실황과 무대 뒤의 비하인드 영상, 장민호의 인터뷰를 담은 콘서트 무비이다.

## 정보
- 이 영화는 CGV에서 단독 개봉했다.[2]

- 영화 개봉을 기념하며 CGV는 네이버와 협업해 처음으로 온라인 쇼케이스를 네이버 NOW를 통해 진행했고,[3] 2022년 1월 17일 열린 쇼케이스에서 장민호는 영화 홍보와 함께 '정답은 없다' '저어라' 등 1월 6일 발매된 신곡 무대를 선보였다.[4]

- 장민호는 개봉 주말인 2022년 1월 30일 일요일 CGV용산아이파크몰, CGV영등포를 찾아 총 8차례의 무대인사를 진행했다.[5][6]

- 2022년 1월 31일부터 2월 2일까지 3일간 설연휴를 맞아 장민호의 새해 인사부터 걸그룹 댄스 메들리, 스페셜 영상이 추가된 특별판 버전을 상영했다.[7][8]

## 참여사
- 제작사: 연두 픽쳐스, CGV ICECON, 씨제이 씨지브이(주)
- 투자사: HO Entertainment, S27 Entertainment
- 배급사: 씨제이 씨지브이(주), CGV ICECON